# Cryphaea rhacomitrioides
Cryphaea rhacomitrioides là một loài Rêu trong họ Cryphaeaceae. Loài này được Müll. Hal. miêu tả khoa học đầu tiên năm 1879.